# 田辺雅文
田辺 雅文（たなべ まさふみ、1994年5月2日 - ）は、ジャパンラグビーリーグワン・ルリーロ福岡に所属するラグビー選手。

## プロフィール
- 長崎県出身[1]。
- ポジションはスクラムハーフ(SH)。
- 身長 170cm、体重 78kg
- ニックネームはまさ。

## 略歴
長崎中央ラグビースクール出身である。
2013年、長崎北陽台高校卒業後、専修大学に入る。
2017年、専修大学卒業後、コカ・コーラレッドスパークスに加入。同年9月2日に行われたジャパンラグビートップリーグ第3節のNTTドコモレッドハリケーンズ戦に途中出場で公式戦初出場を果たす。
2021年、豊田自動織機シャトルズ愛知に加入。
2022年、ルリーロ福岡選手スコッドに選ばれた。